# Tour d'Arad
Le Tour d'Arad, est une course cycliste par étapes qui se déroule au mois de mars en Israël.
L'épreuve fait partie du calendrier international juniors en catégorie 2.2 en 2014.

## Palmarès
| Année | Vainqueur         | Deuxième         | Troisième       |
| ----- | ----------------- | ---------------- | --------------- |
| 2008  | Niv Libner        | Idan Shapira     | Daniel Eliad    |
| 2009  | Daniel Eliad      | Idan Shapira     | Asaf Rabi       |
| 2010  | Dor Dviri         | Niv Libner       | Ayal Rahat      |
| 2011  |                   |                  |                 |
| 2012  |                   |                  |                 |
| 2013  | Yoav Bear         | Idan Shapira     | Roy Goldstein   |
| 2014  | Nikolay Cherkasov | Artem Topchanyuk | Stepan Kurianov |
| 2015  | Ido Zilberstein   | Yoav Bear        | Guy Sagiv       |
| 2016  | Chris Butler      | Roy Goldstein    | Aviv Yechezkel  |
| 2017  | Omer Goldstein    | Guy Niv          | Itamar Einhorn  |
| 2018  | Gia Zesler        | Itamar Einhorn   | Guy Leshem      |